# Вихідний документ
Вихідн́ий докумéнт — документ, що відправляється (офіційний документ, що відправляється з установи).

## Порядок обробки та відправлення вихідної документації
Уся вихідна кореспонденція мусить оброблятися та відправлятися централізовано канцелярією підприємства. Як правило, вона відправляється у день одержання від структурних підрозділів або наступного дня. Відправлення або передача працівникам підприємства документів без їх реєстрації в канцелярії неприпустима.
Під час приймання від виконавців вихідних документів необхідно перевіряти:
- правильність оформлення документа, розміщення на ньому реквізитів;
- правильність зазначення адреси кореспондента (організації або особи, звідки (від якого) надійшов або куди (кому) спрямований документ);
- наявність усіх необхідних підписів на документі та додатках до нього;
- наявність віз на копіях документів, що залишаються у справах;
- наявність на документі позначки про додатки;
- відповідність кількості примірників кількості адресатів.

Документи, що надсилаються водночас одному і тому ж адресату, вкладаються в один конверт. На конверті проставляються реєстраційні номери всіх документів, які знаходяться в конверті. Якщо оригінал документа підлягає поверненню, то на верхньому полі першої сторінки проставляється штамп «Підлягає поверненню». Оригінали наказів, планів, протоколів тощо необхідно залишати в установах — авторах цих документів. Підрозділам надсилаються їх другі примірники. Документи, які адресують постійним кореспондентам, рекомендується відправляти у конвертах з адресою одержувача та відправника, що виготовляються заздалегідь друкарським способом. У випадку надсилання кореспонденції до інших міст, крім найменування установи посади та прізвища адресата, слід зазначати точну поштову адресу (поштовий індекс, місто, область, вулиця, номер будинку.)